# Peter Jackson
Pour les articles homonymes, voir Peter Jackson et Jackson.
Sir Peter Jackson (prononcé : /ˈpiːtə ˈdʒæksən/) est un réalisateur, producteur et scénariste néo-zélandais, né le 31 octobre 1961 à Wellington.
Peter Jackson commence sa carrière avec les comédies horrifiques Bad Taste (1987), Les Feebles (1989) et Braindead (1992), qui lui permettent d'acquérir une certaine réputation chez les amateurs de film fantastique. Il remporte par ailleurs le Grand Prix au Festival international du film fantastique d'Avoriaz 1993 pour Braindead. Le succès critique de Créatures célestes (1994) lance définitivement sa carrière, puis il connait un succès mondial avec la trilogie Le Seigneur des anneaux (2001-2003), une reprise de King Kong (2005), ainsi qu'avec la trilogie Le Hobbit (2012-2014) (les deux trilogies sont adaptées des livres de J. R. R. Tolkien). À partir de la fin des années 2010, il s'oriente vers la réalisation de documentaires avec le film Pour les soldats tombés (2018), puis la série télévisée The Beatles: Get Back (2021).
Il possède sa propre société de production : WingNut Films. Ses collaborateurs les plus réguliers sont les productrices et coscénaristes Fran Walsh (également son épouse) et Philippa Boyens, les techniciens des effets spéciaux Richard Taylor, Christian Rivers et Joe Letteri, le concepteur visuel Alan Lee, le monteur Jamie Selkirk ainsi que le directeur de la photographie Andrew Lesnie. Il reçoit trois Oscars, dont celui du meilleur réalisateur (en 2004), et il est par ailleurs le troisième réalisateur le plus rentable de tous les temps, ses films ayant rapportés plus de 6,5 milliards de dollars.
Il est fait compagnon de l'ordre du Mérite de Nouvelle-Zélande en 2002 pour ses services rendus au cinéma, puis est anobli chevalier de l'ordre du Mérite de Nouvelle-Zélande en 2010 pour les mêmes raisons. Il est également nommé membre de l'ordre de Nouvelle-Zélande en 2012, la plus haute distinction civile néo-zélandaise pour ses services extraordinaires auprès de la Couronne. Enfin, il reçoit une étoile sur le Hollywood Walk of Fame en 2014.

## Biographie

### Jeunesse et formation
Peter Robert Jackson est né à Wellington et grandit dans une banlieue au nord dans la baie de Pukerua. Son père, William « Bill » Jackson, est comptable, sa mère, Joan Jackson (née Ruck), est ouvrière ainsi que mère au foyer. Ses parents sont des émigrants d'Angleterre. Tout juste âgé de huit ans, il trouve sa vocation : avec la caméra Super 8 de ses parents, il fait ses premières armes en réalisation. Il montre déjà un attrait pour les effets spéciaux puisqu'il crée, avec peu de moyens, des trucages inspirés par ceux de Willis O'Brien et Ray Harryhausen. À l'âge de neuf ans, la vision de King Kong le marque à jamais et il se sent dès lors une âme de réalisateur. À treize ans, il tourne dans le jardin familial une mini-reprise de son film culte avec une figurine de King Kong, une maquette de l'Empire State Building et des petits jouets, reconstituant fidèlement la célèbre scène finale dans laquelle le gorille monstrueux livre bataille à une escadrille d'avions.
Après avoir réalisé quelques courts métrages, il obtient les subsides suffisants pour mettre en chantier son premier long métrage, Bad Taste, sorti en 1987. Il s'agit d'une comédie horrifique et gore qui raconte la venue sur Terre d'une bande d'extraterrestres anthropophages. Ce film, tourné avec ses amis durant les fins de semaine sur une période de quatre années, deviendra culte. C'est aussi à cette époque qu'il rencontre Fran Walsh, sa future épouse et mère de ses enfants, et aussi une importante collaboratrice.

### Premiers films et effets spéciaux
Il poursuit sur sa lancée et tourne en 1989 Les Feebles, une parodie érotique et « sale » qui se veut une relecture iconoclaste du Muppet Show. Le film est tourné en douze semaines dans un hangar où les gentilles marionnettes deviennent paradoxalement d'horribles individus s'adonnant à la drogue, à la corruption et au meurtre.
En 1992, Peter Jackson réalise Braindead, un film gore à l'humour décapant qui le révèle aux amateurs de cinéma fantastique. Il s'agit d'un film de zombies aux activités sanglantes et outrancières, peuplé de morts-vivants stupides et animé de scènes de tueries qui vont devenir cultes pour les amateurs du genre. Ce film est son premier long métrage réalisé avec des acteurs professionnels, et remporte le Grand Prix du festival d'Avoriaz. Cependant, pour beaucoup la réputation de Jackson semble faite et les critiques le considèrent comme un jeune réalisateur peu sérieux, capable de s'acquitter exclusivement de films d'horreur aux scènes extrêmes et à l'humour déjanté.
En 1993, il s'associe à Richard Taylor — fondateur de Weta Workshop, studio d'effets spéciaux spécialisé en prothèses et maquillages (qui avait déjà travaillé sur Les Feebles) — pour fonder une nouvelle division, Weta Digital, dédiée quant à elle aux effets spéciaux numériques.

### Cinéma fantastique et révélation critique (années 1990)
En 1994, il surprend en réalisant Créatures célestes (Heavenly Creatures), un drame poétique, déchirant et onirique, inspiré d'une affaire criminelle vraie qui en son temps passionna la Nouvelle-Zélande dans les années 1950. C'est l'histoire d'un matricide commis par deux jeunes filles dont l'une deviendra la romancière Anne Perry. Ce film obtient un Lion d'Argent au festival de Venise, récolte une moisson de prix dans divers festivals et se retrouve en nomination pour l'Oscar du meilleur scénario. Il révèle également l'actrice Kate Winslet (l'héroïne du film Titanic). Heavenly Creatures propulse Peter Jackson au rang des cinéastes respectés par les critiques professionnelles et prouve qu'il peut raconter des histoires plus sérieuses que celles d'un mystérieux rat, ou des dérives sexuelles de marionnettes...
En 1995, il co-réalise Forgotten Silver, véritable coup de maître. Ce faux documentaire, dans l'esprit de ceux d'Orson Welles, porte sur un cinéaste néo-zélandais, Collin McKenzie, qui aurait inventé la majorité des techniques du cinéma moderne — film parlant, film en couleur, etc. — affirmations cautionnées par de nombreux témoignages. Le public y croit et se laisse berner même si McKenzie n'a jamais existé. La supercherie est officiellement révélée quelques jours plus tard et le film assure à Peter Jackson une place définitive dans le cœur des Néo-Zélandais.
Hollywood le courtise, et il signe chez Universal pour la réalisation de Fantômes contre fantômes (The Frighteners), une comédie mettant en vedette Michael J. Fox (Retour vers le futur) dans le rôle d'un chasseur de fantômes. Réticent toutefois à tourner à Hollywood, le réalisateur propose à Universal de délocaliser la production en Nouvelle-Zélande, siège de ses studios et de sa société d'effets spéciaux (et de paysages quasi-vierges sur le plan cinématographique), où il a l'habitude de travailler. Ces conditions sont acceptées, car Jackson fait par ailleurs la preuve que les coûts de production en seront diminués.
En cours de tournage, il reçoit plusieurs propositions des studios hollywoodiens pour d'autres projets, dont une reprise de La Planète des singes, une adaptation du Seigneur des anneaux et une autre reprise, celui de King Kong. Alors que la réalisation de La Planète des singes est finalement dévolue à Tim Burton, Peter Jackson prend une option sur le Seigneur des anneaux, et choisit de se consacrer à King Kong, son amour de jeunesse. Cependant, l'échec commercial de Fantômes contre fantômes, puis la sortie imminente de deux films concurrents — Godzilla de Roland Emmerich et Mon ami Joe — incitent Universal à annuler le projet. Jackson s'attaque donc à l'ambitieuse adaptation cinématographique de la saga de J. R. R. Tolkien, à laquelle il consacrera plus de sept ans de sa vie.

### Consécration avecLe Seigneur des anneauxetKing Kong(1999-2005)

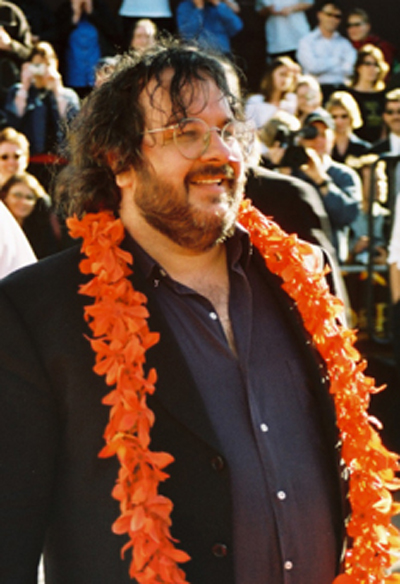
Le réalisateur en Nouvelle-Zélande à la première mondiale de Le Seigneur des Anneaux : Le Retour du Roi, en décembre 2003.

Miramax, premier investisseur, souhaite d'abord deux films, puis finalement un seul. Désireux de rester fidèle à Tolkien (bien que l'auteur n'ait pas originellement conçu son roman comme une trilogie), Peter Jackson réussit finalement à convaincre New Line Cinema de tourner trois films, correspondant aux trois tomes de la saga : Le Seigneur des anneaux : La Communauté de l'anneau, Le Seigneur des anneaux : Les Deux Tours et Le Seigneur des anneaux : Le Retour du roi.
Pour écrire le scénario, Peter Jackson s'adjoint son épouse Fran Walsh, de même que Philippa Boyens et Stephen Sinclair. Les films sortis au cinéma, d'une durée variant de deux heures cinquante et une minute à trois heures et douze minutes, sont tournés simultanément de septembre 1999 à décembre 2000 en Nouvelle-Zélande. Il existe une version longue de chaque film (228, 235 et 263 minutes).
Ils tirent profit de paysages sauvages, tout en exploitant de nombreuses techniques d'effets visuels assurées par les firmes Weta Workshop et Weta Digital, dont certaines éprouvées et d'autres révolutionnaires. Ils mettent en vedette une kyrielle d'acteurs, parmi lesquels Ian McKellen, Elijah Wood, Sean Astin, Viggo Mortensen, Sean Bean, Orlando Bloom, Liv Tyler et Christopher Lee.
Lancés en décembre 2001, 2002 et 2003, ils bénéficient d'une sortie simultanée dans de nombreux pays, notamment aux États-Unis, en Nouvelle-Zélande et dans les pays européens. Le succès est total, tant sur le plan artistique que commercial : une critique internationale très positive, plus de trois milliards de dollars de recettes mondiales pour une mise de départ de trois cent millions et 17 Oscars (sur 29 nominations) pour l'ensemble de la trilogie. À titre personnel, Peter Jackson remporte l'Oscar du meilleur réalisateur en 2004 pour Le Seigneur des Anneaux : Le Retour du Roi. Cette trilogie a surpassé les pronostics les plus optimistes, en plus de remettre au goût du jour un genre cinématographique, la fantasy, jusqu'alors mal-aimé.
Après le succès remporté par le Seigneur des anneaux, Peter Jackson est immédiatement relancé par Universal pour le projet de King Kong, la reprise du film original de 1933. Il signe un important contrat pour un budget de plus de 200 millions de dollars US, avec un salaire de 20 millions pour lui et ses coscénaristes plus 20 % d'intéressement sur les bénéfices, faisant de lui un des metteurs en scène les mieux payés d'Hollywood. Pour porter la nouvelle version de King Kong au grand écran, il fait appel à ses collaborateurs habituels : Frances Walsh et Philippa Boyens qui signent avec lui le scénario, puis Richard Taylor qui assure la conception des effets spéciaux.
Il s'agit d'un film de trois heures, véritable reprise du film original de Merian C. Cooper, tourné dans la baie de Wellington avec reconstitution du New York de 1933, 3 000 plans reconstitués dans les moindres détails grâce aux effets spéciaux, un réseau de rues amovibles, 1 700 figurants et 1 300 techniciens. La distribution comprend Naomi Watts (Mulholland Drive), Jack Black (L'Amour extra-large), Adrien Brody (Le Pianiste) et Andy Serkis, l'interprète de Gollum dans le Seigneur des anneaux. Le tournage débute un mois après le décès de l'actrice Fay Wray qui avait joué dans le film original et que Jackson souhaitait voir apparaître dans sa reprise pour prononcer la réplique finale. La première mondiale de King Kong a eu lieu le 5 décembre 2005 à New York pour une sortie mondiale fin 2005. Le film sera régulièrement cité comme l'un des meilleurs films de l'année et remportera 3 Oscars lors de la 78e cérémonie des Oscars en 2006. Les recettes mondiales s'élèvent à 556 millions de dollars, faisant de lui le cinquième plus grand succès cinématographique de 2005. Le film fit 3,5 millions d'entrées en France.

### Passage intimiste avecLovely Bones(2009)

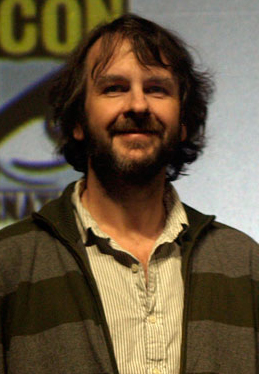
Le réalisateur au San Diego Comic-Con 2009, l'année de sortie de Lovely Bones.

Après King Kong, Peter Jackson se consacre à un projet moins ambitieux et plus intimiste que ses précédents films. Doté d'un budget de 65 millions de dollars et d'une campagne mercatique virale, le film Lovely Bones est l'adaptation cinématographique du roman La Nostalgie de l'ange d'Alice Sebold. La distribution inclut Saoirse Ronan et Mark Wahlberg ; le film est coproduit par DreamWorks. Le film sort fin 2009 en Nouvelle-Zélande et début 2010 dans le reste du monde. Le succès ne sera pas vraiment au rendez-vous. Commercialement, avec 93 millions de dollars au Box-Office, le film ne comble pas les dépenses publicitaires, le film ne dépasse les 300 000 entrées en France, la concurrence fut particulièrement élevée (La Princesse et la Grenouille et Avatar). Artistiquement, la critique fut très mitigée sur le film, s'égarant entre drame et thriller, le film tombe dans la maladresse.

### Le procès avec New Line etLe Hobbit(années 2010)

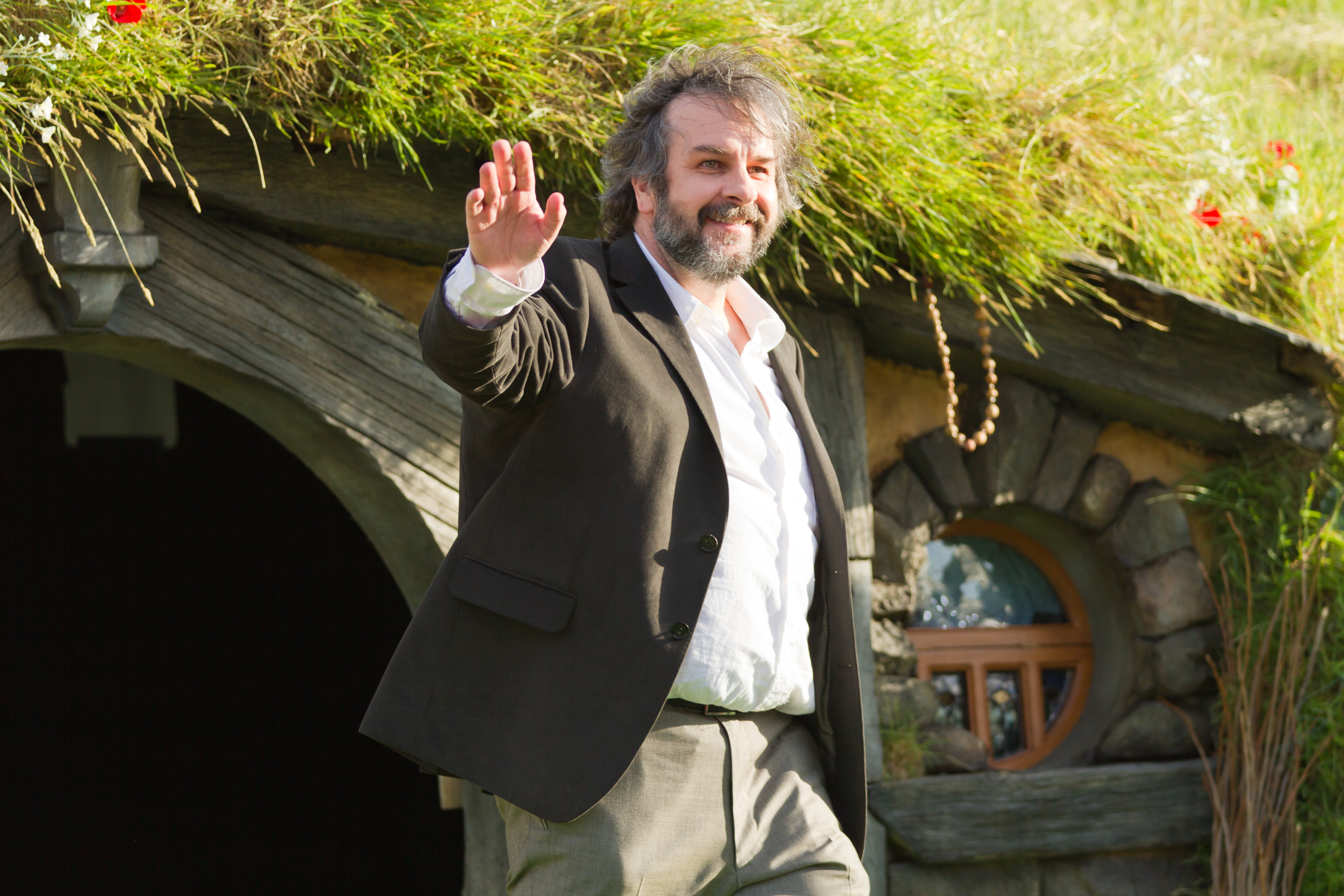
Le cinéaste à la première mondiale de Le Hobbit : Un voyage inattendu, en novembre 2012.

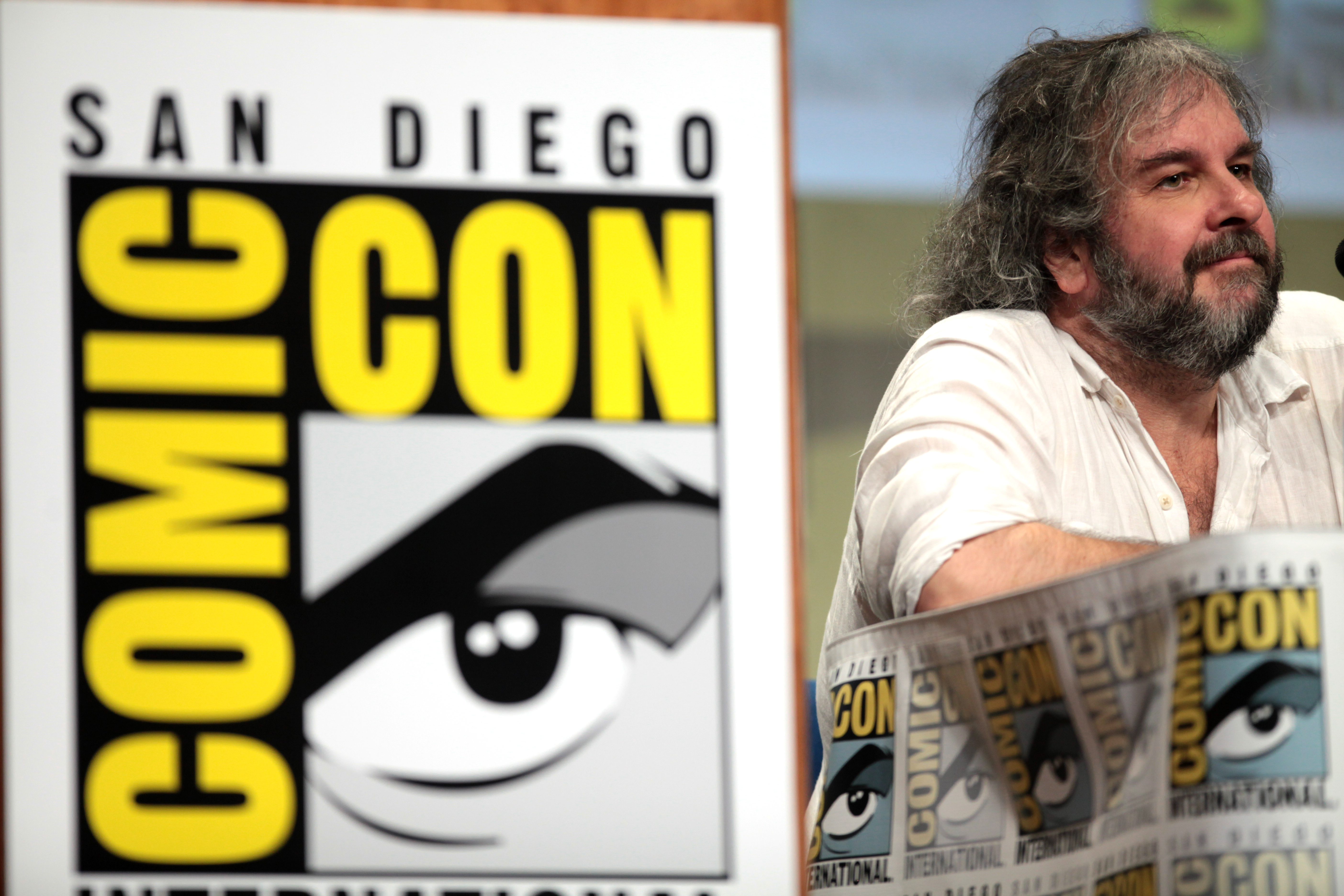
Puis au San Diego Comic-Con 2014, pour la promotion de Le Hobbit : La Bataille des Cinq Armées.

En mars 2005, Peter Jackson poursuit en justice New Line, affirmant qu’il avait perdu les recettes de marchandisage de La Communauté de l’anneau, premier volet de la trilogie. Bien que le réalisateur ait estimé la poursuite mineure et qu’il pensait que la New Line le laisserait diriger le film encore une fois, son cofondateur Robert Shaye a été très affecté par le procès et a déclaré en janvier 2007 que le réalisateur ne dirigera aucun nouveau film pour la New Line, l’accusant d’être trop « gourmand » et allant même jusqu’à le qualifier d’« individu myope et arrogant », regrettant « la perte d’un ami. » Il est donc écarté du projet Le Hobbit, préquelle du Seigneur des anneaux. La production cherche alors un nouveau réalisateur en février 2007 pour une sortie en 2009.
Dès août 2007, les tensions s’atténuent entre le réalisateur et la production, en partie grâce au projet, que les fans et les acteurs n’imaginent pas sans lui. C’est pourquoi l'adaptation cinématographique du Hobbit est officiellement lancé en décembre de la même année pour une sortie en 2010 (le film sera finalement retardé d’un an), Peter Jackson occupant le poste de producteur et coscénariste, refusant celui de réalisateur de peur d’être insatisfait du résultat final face à l’ampleur de sa « trilogie » et de rivaliser avec cette dernière. Sam Raimi entame alors de sérieuses négociations avec la New Line, étant le préféré de Peter Jackson, avant que Guillermo del Toro ne soit nommé en tant que réalisateur. Cependant, le 31 mai 2010, Guillermo del Toro démissionne de son poste de réalisateur à la suite des nombreux retards et problèmes financiers accumulés par la MGM. Toutefois, il reste à son poste de coscénariste. 
Après ce flou artistique, on annonce que Peter Jackson occupera finalement le rôle de réalisateur. Ce dernier confirme à la mi-octobre 2010 que le tournage des deux volets en relief débutera en mars 2011. Fin octobre le feu vert est lancé pour la production des deux films, les acteurs sont dévoilés et les dates confirmées. En juillet 2012, Jackson annonce que l'adaptation est prolongée et devient une trilogie. Le Hobbit : Un voyage inattendu, Le Hobbit : La Désolation de Smaug et Le Hobbit : La Bataille des Cinq Armées sortent en décembre 2012, 2013 et 2014. La trilogie sera un triomphe commercial, rapportant près de trois milliards de dollars de recettes mondiales, ce qui rentabilise largement le budget de 250 millions pour chaque volet. Cependant, la réception critique est dans l'ensemble mitigée, contrairement à celle du Seigneur des Anneaux qui fut très positive.

### TintinetThe Beatles: Get back(années 2010–2020)
De concert avec Steven Spielberg, Peter Jackson produit l'adaptation cinématographique de Tintin. Pour animer les personnages de la célèbre bande dessinée de Hergé, Weta Digital utilise un nouveau procédé de capture de mouvement. Spielberg réalise le premier film et Jackson le second. Il s'agit d'une production d'envergure dont le budget avoisine les 100 millions de dollars. Le premier opus, Les Aventures de Tintin : Le Secret de La Licorne, est sorti sur les écrans belges et français le 26 octobre 2011.
Dans le cadre de la sortie de son dernier film comme réalisateur, le 26 mars 2018, Steven Spielberg déclare que Peter Jackson s'attèlera au tournage du deuxième film après la sortie de son documentaire, en fin d'année 2018. Il faut prévoir la post-production, donc « pas de sortie de film avant 2021 » (soit 10 ans après le premier film). Dans le cadre des 90 ans de la série de bande-dessinée Tintin, le 10 janvier 2019, le projet d'un second film Tintin est confirmé par le directeur éditorial de Casterman. Aucune nouvelle depuis tant de la part de l'éditeur que des producteurs. Près de dix ans après le premier film, le projet semble de nouveau au point mort.
À partir de 2017, Peter Jackson travaille sur un projet très spécial. Durant le mois de janvier 1969, les Beatles avaient répété et enregistré, sous l'œil des caméras de Michael Lindsay-Hogg qui tournaient en continu, l'album Let It Be. Un film éponyme en avaient été tiré en 1970. Mais environ 60 heures d'images, se concluant par un concert privé sur le toit de l'immeuble de leur compagnie Apple Corps, étaient restées inédites durant plus de cinquante ans. Peter Jackson passe donc plus de trois ans à visionner ces archives qu'il a été le premier à pouvoir visionner, à les restaurer et à les montrer. 
Le résultat est un documentaire en trois parties de deux heures chacune, intitulé The Beatles : Get Back. Il est diffusé à partir du 25 novembre 2021 sur la plateforme Disney+. Alors que le film de 1970 insistait sur les déboires d'un groupe en train de se disloquer, Peter Jackson entend « casser le mythe ». Il déclare : 
« J'ai été soulagé de découvrir que la réalité est différente du mythe. Après avoir passé en revue les images et les sons réalisés par Michael Lindsay-Hogg dix-huit mois avant leur séparation, j'ai découvert un document historique inestimable. Bien entendu, il y a des tensions, mais rien de la discorde qui est souvent associée à ce projet. Regarder John, Paul, George et Ringo travailler ensemble à la création de ces classiques est non seulement fascinant, mais aussi drôle, exaltant et étonnamment intime ». Il dit aussi « C'est une sorte de rêve de fan impossible. J'aurais aimé entrer dans une machine à remonter le temps et m'assoir dans un coin pendant qu'ils travaillaient. Juste un jour, juste les regarder, et je serais là, assis, vraiment tranquille. Eh bien savez-vous quoi ? La machine à remonter le temps est là, maintenant ! ».

### Projet
Peter Jackson a caressé pour un temps l'idée de produire l'adaptation cinématographique du populaire jeu Halo, dont le tournage devait avoir lieu en 2007. Le projet fut abandonné puisque les deux studios qui s'étaient engagés à le financer, 20th Century Fox et Universal, ont finalement trouvé l'aventure trop risquée.

### Vie personnelle
Il est marié à la productrice et scénariste Fran Walsh, avec qui il a deux enfants, Billy (née en 1995) et Katie (née en 1996).

## Filmographie
N.B. : avant d'entreprendre son premier long métrage, Bad Taste, Peter Jackson a réalisé quatre courts métrages : The Dwarf Patrol, The Valley, Coldfinger et Curse of the Gravewalker. Il réalisa un cinquième court métrage en 2008, Crossing the Line.

### En tant que réalisateur
- 1987 : Bad Taste
- 1989 : Les Feebles (Meet the Feebles)
- 1992 : Braindead (Dead Alive)
- 1994 : Créatures célestes (Heavenly Creatures)
- 1995 : Forgotten Silver (coréalisé par Costa Botes)
- 1996 : Fantômes contre fantômes (The Frighteners)
- 2001 : Le Seigneur des anneaux : La Communauté de l'anneau (The Lord of the Rings: The Fellowship of the Ring)
- 2002 : Le Seigneur des anneaux : Les Deux Tours (The Lord of the Rings: The Two Towers)
- 2003 : Le Seigneur des anneaux : Le Retour du roi (The Lord of the Rings: The Return of the King)
- 2005 : King Kong
- 2009 : Lovely Bones (The Lovely Bones)
- 2012 : Le Hobbit : Un voyage inattendu (The Hobbit: An Unexpected Journey)
- 2013 : Le Hobbit : La Désolation de Smaug (The Hobbit: The Desolation of Smaug)
- 2014 : Le Hobbit : La Bataille des Cinq Armées (The Hobbit: The Battle of the Five Armies)
- 2018 : Pour les soldats tombés (They Shall Not Grow Old – documentaire)
- 2021 : The Beatles: Get Back (série télévisée documentaire)

### En tant que producteur
- 1987 : Bad Taste
- 1989 : Les Feebles (Meet the Feebles)
- 1992 : Valley of the Stereos, de George Port (coproducteur)
- 1992 : Braindead (Dead Alive)
- 1993 : Ship to shore (en), de Mark DeFriest (en) et Ron Elliott (série TV) (coproducteur exécutif)
- 1994 : Créatures célestes (Heavenly Creatures) (coproducteur)
- 1994 : Jack Brown Genius, de Tony Hiles
- 1995 : Forgotten Silver (producteur exécutif)
- 1996 : Fantômes contre fantômes (The Frighteners)
- 2001 : Le Seigneur des anneaux : La Communauté de l'anneau (The Lord of the Rings: The Fellowship of the Ring)
- 2002 : Le Seigneur des anneaux : Les Deux Tours (The Lord of the Rings: The Two Towers)
- 2003 : The Long and short of it (court métrage de 5 minutes) (producteur exécutif)
- 2003 : Le Seigneur des anneaux : Le Retour du roi (The Lord of the Rings: The Return of the King)
- 2005 : King Kong
- 2009 : District 9
- 2009 : Lovely Bones
- 2011 : Les Aventures de Tintin : Le Secret de La Licorne (The Adventures of Tintin: The Secret of the Unicorn)
- 2012 : West of Memphis (documentaire)
- 2012 : Le Hobbit : Un voyage inattendu (The Hobbit: An Unexpected Journey)
- 2013 : Le Hobbit : La Désolation de Smaug (The Hobbit: The Desolation of Smaug)
- 2014 : Le Hobbit : La Bataille des Cinq Armées (The Hobbit: The Battle of Five Armies)
- 2018 : Mortal Engines de Christian Rivers
- 2018 : Pour les soldats tombés (They Shall Not Grow Old - documentaire)
- 2020 : The Beatles: Get Back (documentaire)

### En tant que scénariste
- 1987 : Bad Taste (coscénarisé par Ken Hammon et Tony Hiles)
- 1989 : Les Feebles (Meet the Feebles) (coscénarisé par Danny Mulheron (en), Stephen Sinclair et Frances Walsh)
- 1992 : Braindead (co-scénarisé par Stephen Sinclair et Frances Walsh)
- 1994 : Créatures célestes (Heavenly Creatures) (coscénarisé par Frances Walsh)
- 1994 : Jack Brown Genius (coscénarisé par Tony Hiles et Frances Walsh)
- 1995 : Forgotten Silver (coscénarisé par Costa Botes )
- 1996 : Fantômes contre fantômes (The Frighteners) (coscénarisé par Frances Walsh)
- La trilogie du Seigneur des anneaux a été coscénarisée par Frances Walsh, Philippa Boyens et Stephen Sinclair, d'après le roman de J. R. R. Tolkien :
  - 2001 : Le Seigneur des anneaux : La Communauté de l'anneau (The Lord of the Rings: The Fellowship of the Ring)
  - 2002 : Le Seigneur des anneaux : Les Deux Tours (The Lord of the Rings: The Two Towers)
  - 2003 : Le Seigneur des anneaux : Le Retour du roi (The Lord of the Rings: The Return of the King)
- 2005 : King Kong (coscénarisé par Fran Walsh et Philippa Boyens, d'après une histoire de Merian C. Cooper et Edgar Wallace)
- 2009 : Lovely Bones (coscénarisé par Frances Walsh et Philippa Boyens, d'après le roman d'Alice Sebold)
- La trilogie du Hobbit a été coscénarisée par Frances Walsh, Philippa Boyens et Guillermo del Toro, d'après le roman de J. R. R. Tolkien :
  - 2012 : Le Hobbit : Un voyage inattendu (The Hobbit: An Unexpected Journey)
  - 2013 : Le Hobbit : La Désolation de Smaug (The Hobbit: The Desolation of Smaug)
  - 2014 : Le Hobbit : La Bataille des Cinq Armées (The Hobbit: The Battle of Five Armies)
- 2018 : Mortal Engines de Christian Rivers (coscénarise avec Frances Walsh et Philippa Boyens, d'après le roman de Philip Reeve)

### En tant qu'acteur
- 1987 : Bad Taste : Derek / Robert
- 1995 : Forgotten Silver

Caméos :
- 1989 : Les Feebles (Meet the Feebles) : dans la salle parmi les spectateurs déguisé en alien de Bad Taste.
- 1992 : Braindead : l'assistant des pompes funèbres.
- 1994 : Créatures célestes : un vagabond à la sortie d'un cinéma.
- 1996 : Fantômes contre fantômes (The Frighteners) : un punk couvert de piercings.
- 2000 : Mona le vampire (Mona the Vampire) (série télévisée) : Infirmière à I'hôpital.[réf. nécessaire]
- 2001 : Le Seigneur des anneaux : La Communauté de l'anneau : un vagabond dans les rues amenant à l'auberge du « poney fringant ». Il apparaît sur la droite de l'écran mangeant une carotte. Il est également affiché sur le mur dans la maison de Bilbo, à côté d'un portrait de sa femme.
- 2002 : Le Seigneur des anneaux : Les Deux Tours: Un guerrier rohirrim en cotte de mailles jetant une lance depuis les remparts du fort.
- 2003 : Le Seigneur des anneaux : Le Retour du roi : un pirate d'Umbar sur un navire, il reçoit une flèche de Legolas.
- 2003 : The Long and Short of It : un chauffeur de bus.
- 2005 : King Kong : un des pilotes d'avions durant la scène de l'Empire State Building.
- 2007 : Hot Fuzz : le père Noël qui poignarde Nicholas Angel.
- 2009 : Lovely Bones : un client essayant une caméra dans le centre commercial.
- 2012 : Le Hobbit : Un voyage inattendu : un nain fuyant le dragon Smaug, qui passe devant Thorin.
- 2013 : Le Hobbit : La Désolation de Smaug : un vagabond dans les rues amenant à l'auberge du « poney fringant », reprenant son rôle du film
- 2013 : The Five(ish) Doctors Reboot : lui-même

## Distinctions

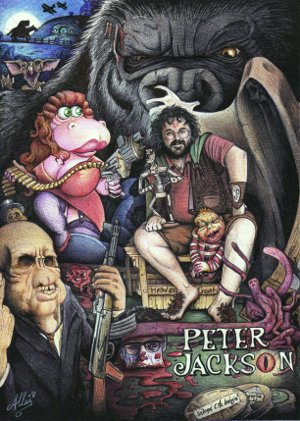
Caricature par Allan Barbeau

Le 30 décembre 2009, Peter Jackson est fait Chevalier de l'Ordre du Mérite de Nouvelle-Zélande, le premier titre de noblesse britannique. Ce prix lui a été attribué pour ses « services rendus au cinéma ».
- 1989 : prix d'audience au festival Fantafestival pour Bad Taste
- 1990 : nomination pour le meilleur film au festival International Fantasy Film Award pour Bad Taste
- 1993 : grand prix du festival d'Avoriaz pour Braindead
- 1995 : grand prix du jury au festival Fantastic'Arts pour Créatures célestes
- 1995 : nomination pour l'Oscar du meilleur scénario original pour Créatures célestes
- 1995 : Lion d'argent au festival de Venise pour Créatures célestes
- 2001 : nomination pour l'Oscar du meilleur film pour Le Seigneur des anneaux : La Communauté de l'anneau
- 2001 : nomination pour l'Oscar du meilleur réalisateur pour Le Seigneur des anneaux : La Communauté de l'anneau
- 2002 : nomination pour l'Oscar du meilleur film pour Le Seigneur des Anneaux : Les Deux Tours
- 2003 : Oscar du meilleur film pour Le Seigneur des anneaux : Le Retour du roi
- 2003 : Oscar du meilleur réalisateur pour Le Seigneur des anneaux : Le Retour du roi
- 2003 : Oscar du meilleur scénario adapté pour Le Seigneur des anneaux : Le Retour du roi
- 2004 : Golden Globe du meilleur film dramatique pour Le Seigneur des anneaux : Le Retour du roi
- 2014 : Peter Jackson reçoit son étoile sur le Hollywood Walk of Fame le 8 décembre 2014

## Box-office
Les films de Peter Jackson ont remporté 6,65 milliards de dollars de recettes dans le monde entier, il est le troisième cinéaste le plus rentable de l'histoire du cinéma derrière James Cameron (8,74 milliards) et Steven Spielberg (12,04 milliards).
| Film                                                | Budget          | Recette         |
| --------------------------------------------------- | --------------- | --------------- |
| Bad Taste                                           | 11 000 $        | 150 000 $       |
| Les Feebles                                         | 750 000 $       | 80 000 $        |
| Braindead                                           | 3 000 000 $     | 1 870 578 $     |
| Créatures célestes                                  | 5 000 000 $     | 5 438 120 $     |
| Fantômes contre fantômes                            | 12 000 000 $    | 29 359 216 $    |
| Le Seigneur des anneaux : La Communauté de l'anneau | 93 000 000 $    | 898 204 420 $   |
| Le Seigneur des anneaux : Les Deux Tours            | 94 000 000 $    | 947 944 270 $   |
| Le Seigneur des anneaux : Le Retour du roi          | 94 000 000 $    | 1 147 633 833 $ |
| King Kong                                           | 207 000 000 $   | 562 363 449 $   |
| Lovely Bones                                        | 65 000 000 $    | 93 621 340 $    |
| Le Hobbit : Un voyage inattendu                     | 180 000 000 $   | 1 021 106 749 $ |
| Le Hobbit : La Désolation de Smaug                  | 220 000 000 $   | 959 079 095 $   |
| Le Hobbit : La Bataille des Cinq Armées             | 250 000 000 $   | 962 253 946 $   |
| Total                                               | 1 223 761 000 $ | 6 652 202 805 $ |